# Saint-Seurin-de-Cadourne
Saint-Seurin-de-Cadourne település Franciaországban, Gironde megyében. Lakosainak száma 701 fő (2022. január 1.). Saint-Seurin-de-Cadourne Saint-Yzans-de-Médoc, Saint-Estèphe, Ordonnac, Saint-Germain-d’Esteuil, Vertheuil és Saint-Ciers-sur-Gironde községekkel határos.

## Népesség
A település népessége az elmúlt években az alábbi módon változott:
| Lakosok száma | 634  | 753  | 799  | 718  | 711  | 715  | 710  | 704  | 700  | 701  |
|               | 1968 | 1982 | 1990 | 2006 | 2013 | 2015 | 2017 | 2019 | 2020 | 2022 |